# Premio Gigamesh
Der Premio Gigamesh war ein spanischer Literaturpreis, der von 1984 bis 2000 für Werke aus dem Bereich der Phantastik verliehen wurde. Der Preis wurde jährlich auf Grundlage der Vorauswahl einer Jury von den Lesern der im Verlag Ediciones Gigamesh herausgegebenen Zeitschrift Gigamesh vergeben für Werke, die im vorangegangenen Jahr auf Spanisch erschienen waren. Es wurden ganz überwiegend Übersetzungen englischsprachiger Werke prämiert.
Verliehen wurde in den folgenden Kategorien:
- SF-Roman (Novela de ciencia ficción)
- SF-Erzählung (Cuento de ciencia ficción)
- SF-Story (Relato de ciencia ficción)
- SF-Anthologie (Antología de ciencia ficción)
- Fantasy-Roman (Novela de fantasía)
- Fantasy-Erzählung (Cuento de fantasía)
- Fantasy-Story (Relato de fantasía)
- Fantasy-Anthologie (Antología de fantasía)
- Horror-Roman (Novela de terror)
- Horror-Erzählung (Cuento de terror)
- Horror-Story (Relato de terror)
- Horror-Anthologie (Antología de terror)

## Liste der Preisträger
1984
- SF-Roman: Ursula K. LeGuin: The Dispossessed (Los desposeídos) / J. G. Ballard: High Rise (Rascacielos)
- SF-Anthologie: Harlan Ellison: Dangerous Visions (Visiones peligrosas)
- Fantasy-Roman: Ursula K. LeGuin: A Wizard of Earthsea (Un mago de Terramar)
- Fantasy-Story: Robert E. Howard: The Grey God Passes (El dios gris pasa)
- Horror-Roman: George R. R. Martin: Fevre dream (El sueño del Fevre)

1985
- SF-Roman: Philip K. Dick: The Transmigration of Timothy Archer (La transmigración de Timothy Archer) / Gregory Benford: Timescape (Cronopaisaje)
- SF-Anthologie: John Varley: The Persistence of Vision (La persistencia de la visión)
- SF-Story: J. G. Ballard: Escapement (Escape)
- Fantasy-Roman: James Branch Cabell: Jurgen (Jurgen) / J. R. R. Tolkien: The Silmarillion (El Silmarillion)

1986
- SF-Roman: John Brunner: The Jagged Orbit (Órbita inestable) / John Brunner: The Shockwave Rider (El jinete en la onda de shock)
- SF-Anthologie: Ursula K. LeGuin: The Wind’s Twelve Quarters (Las doce moradas del viento I)
- SF-Story: Eduardo Abel Giménez: Quiramir / Ursula K. LeGuin: Darkness Box (La caja de la oscuridad)
- Fantasy-Roman: Tanith Lee: Volkhavaar (Volkhavaar)
- Fantasy-Anthologie: Fritz Leiber: Swords and Deviltry (Espadas y demonios)
- Fantasy-Story: Fritz Leiber: Ill Met in Lankhmar (Aciago encuentro en Lankhmar) / Robert Silverberg: As is (Tal como está) / Angélica Gorodischer: Acerca de ciudades que crecen descontroladamente
- Horror-Story: Rusell Kirk: There’s a Long, Long Trail Awinding (Largo, largo camino que serpentea)

1987
- Fantasy-Roman: Tanith Lee: Night’s master (El señor de la noche)
- Fantasy-Story: Fritz Leiber: Bazaar of the Bizarre (Bazar de lo extraño) / Fritz Leiber: Thieve’s House (Casa de ladrones)
- Horror-Anthologie: Clive Barker: Books of Blood I (Libros sangrientos I)
- Horror-Story: Clive Barker: In the Hills, the Cities (En las colinas, las ciudades) / Clive Barker: The Midnight Meat Train (El tren de la carne de medianoche) / Gardner Dozois, Jack Dann:  Down Among the Dead Men (Entre los muertos)

1988
- SF-Roman: Robert Silverberg: Dying Inside (Muero por dentro)
- Fantasy-Roman: Jack Vance: Cugel’s Saga (La Saga de Cugel) / Ursula K. LeGuin: The Farthest Shore (La costa más lejana)
- Fantasy-Anthologie: Fritz Leiber: Swords in the Mist (Espadas entre la niebla)
- Fantasy-Story: Fritz Leiber: Lean Times in Lankhmar (Tiempos difíciles en Lankhmar)
- Horror-Anthologie: Walter de la Mare: Best Stories I (La tía de Seaton)
- Horror-Story: Clive Barker: Books of Blood IV: The Inhuman Condition (La condición inhumana)

1989
- SF-Roman: Philip K. Dick: Now Wait for Last Year (Aguardando el año pasado) / George R. R. Martin: The Tuf Voyaging (Los Viajes de Tuf) / Jack Vance: The Star King (Los príncipes demonio I)
- SF-Anthologie: John Varley: Blue Champagne
- SF-Story: John Varley: Press Enter (Pulse Enter)
- Fantasy-Roman: Tim Powers: The Anubis Gate (Las puertas de Anubis) / T. F. Powys: Mr. Weston’s Good Wine (El buen vino del señor Weston)
- Fantasy-Anthologie: Lord Dunsany: In the Land of Time (En el país del tiempo)
- Horror-Roman: Peter Ackroyd: Hawksmoor (La Sombra de Hawksmoor) / Marc Behm: The Ice Maiden (La Doncella de hielo)

1990
- SF-Roman: Gene Wolfe: The Shadow of the Torturer (La sombra del torturador)
- SF-Anthologie: Philip K. Dick: Beyond Lies the Wub (Aquí yace el Wub)
- Fantasy-Roman: Robert Holdstock: Mythago Wood (Bosque Mitago) / Terry Pratchett: The Colour of Magic (El color de la magia)
- Fantasy-Anthologie: Fritz Leiber: Swords against Wizardry (Espadas contra la magia)
- Fantasy-Erzählung: Fritz Leiber: The Lords of Quarmall (Los Señores de Quarmall) / Richard Matheson: Old Haunts (Viejas fantasmagorías)
- Horror-Roman: Fritz Leiber: Conjure Wife (Esposa hechicera)
- Horror-Anthologie: David G. Hartwell: The Dark Descent (El gran libro del terror)
- Horror-Erzählung: Robert Aickman: The Hospice (La Hostería)

1991
- SF-Roman: David Zindell: Neverness (Neverness)
- SF-Erzählung: J. G. Ballard: The Intensive Care Unit (Unidad de cuidados intensivos)
- Fantasy-Roman: John Crowley: Aegypt (Aegypto) / Jack Vance: The Green Pearl (La perla verde)
- Fantasy-Anthologie: Angélica Gorodischer: Kalpa Imperial / Lucius Shepard: The Jaguar Hunter (El cazador de jaguares)
- Fantasy-Erzählung: Angélica Gorodischer: Así es el sur / Angélica Gorodischer: Retrato de la emperatriz
- Horror-Roman: Shirley Jackson: We Have Always Lived in the Castle (Siempre hemos vivido en el castillo) / Thomas M. Disch: Businessman (El ejecutivo)
- Horror-Erzählung: Robert Aickman: Mark Ingestre: The Customer’s Tale (Mark Ingestre: la historia del cliente) / T. E. D. Klein: Children of the Kingdom (Los hijos del reino)

1992
- SF-Roman: Dan Simmons: Hyperion (Hyperion)
- SF-Anthologie: Cordwainer Smith: The Best of Cordwainer Smith (La dama muerta de Clown Town)
- SF-Erzählung: Stanislaw Lem: Terminus
- Fantasy-Roman: Terry Pratchett: The Light Fantastic (La luz fantástica)
- Fantasy-Anthologie: Angela Carter: The Bloody Chamber (La cámara sangrienta)
- Horror-Roman: Suzy McKee Charnas: Vampire Tapestry (El tapiz del vampiro)

1993
- SF-Roman: Ian McDonald: Desolation Road (Camino desolación)
- SF-Anthologie: Philip K. Dick: The Father Thing (El padre cosa) / Bruce Sterling: Crystal Express (Crystal Express)
- Fantasy-Roman: Tim Powers: The Stress of Her Regard (La fuerza de su mirada) / Jack Vance: Madouc (Madouc)
- Fantasy-Anthologie: John Crowley: Novelty
- Horror-Roman: Thomas M. Disch: The M. D. (Doctor en medicina)

1994
- SF-Roman: Gene Wolfe: The Sword of the Lictor (La Espada del lictor)
- SF-Anthologie: J. G. Ballard: Vermilion Sands (Vermilion Sands)
- SF-Story: Javier Negrete: Estado crepuscular
- Fantasy-Roman: Terry Pratchett: Guards! Guards! (¡Guardias! ¡Guardias!) / Poul Anderson: Hrolf Kraki’s Saga (La Saga de Hrolf Kraki)
- Fantasy-Story: Terry Pratchett: Troll Bridge (El Puente de Troll)
- Horror-Roman: Ramsey Campbell: The Influence (Ultratumba)
- Horror-Story: Dan Simmons: Shave and Haircut, Two Bites (Afeitado y corte de pelo: dos mordiscos)

1995
- SF-Roman: Vernor Vinge: A Fire Upon the Deep (Un fuego sobre el abismo) / Connie Willis: Doomsday Book (El Libro del día del juicio final)
- SF-Anthologie: J. G. Ballard: Low Flying Aircraft (Aparato de vuelo rasante)
- SF-Story: William Gibson: Johnny Mnemonic (Johnny Mnemonic)
- Fantasy-Roman: Angela Carter: Nights at the Circus (Noches en el circo) / Ken Grinwood: Replay (Volver a empezar)
- Fantasy-Story: Terry Pratchett: Troll Bridge (El puente de Troll)

1996
- SF-Roman: J. G. Ballard: Rushing to Paradise (Fuga al paraíso)
- SF-Anthologie: J. G. Ballard: The Disaster Area (Zona de catástrofe)
- SF-Story: Cesar Mallorquí: El coleccionista de sellos

1997
- SF-Roman: Stephen Baxter: Time Ship (Las naves del tiempo)
- Fantasy-Roman: Ana María Matute: Olvidado rey Gudú
- Fantasy-Story: Alasdair Gray: Five Letters from an Eastern Empire (Cinco cartas a un imperio oriental)

1998
- SF-Erzählung: Greg Egan: Dust (Polvo)

1999
- SF-Roman: Greg Egan: Permutation City (Ciudad permutación)
- SF-Erzählung: Greg Egan: Appropriate Love (Bebé cerebro)

2000
- SF-Roman: Greg Egan: Quarantine (Cuarentena)